# پل اسپارگارو
پل اسپارگارو (به انگلیسی: Pol Espargaró) ( زاده:۱۰ ژوئن ۱۹۹۱ ) در اسپانیا و راننده موتو جی‌پی می‌باشد .
و هم‌اکنون برای تیم کی تی ام رانندگی می‌کند.